# Повуа-де-Варзін
По́вуа-де-Варзі́н (порт. Póvoa de Varzim; МФА: [ˈpɔ.vu.ɐ dɨ vaɾ.ˈzĩ], По́вуа-ди-Варзі́н) — муніципалітет і місто в Португалії, в окрузі Порту. Розташований у північно-західній частині країни, на березі Атлантичного океану, на теренах історичної португальської провінції Дору-Міню. Належить до Портуської діоцезії Католицької церкви в Португалії. Права міського самоврядування має з 9 березня року. Поділяється на 7 парафій. За адміністративним поділом, чинним до 1976 року, був складовою провінції Берегове Дору. Площа муніципалітету — 82,21 км², населення муніципалітету — 63408 ос. (2011); густота населення — 771,29 осіб/км²
. Патрон — Діва Марія. Святковий день муніципалітету — 29 червня. Поштовий індекс — 4490.  Код місцевої адміністративної одиниці — 1313. Складова статистичного регіону Північ.

## Назва
- По́вуа-де-Варзі́н (порт. Póvoa de Varzim, МФА: [ˈpɔ.vu.ɐ dɨ vaɾ.ˈzĩ]) — сучасна португальська назва.
- По́вуа-де-Варзі́м (порт. Póvoa de Varzim) — альтернативне написання.

## Географія
Повуа-де-Варзін розташований на північному заході Португалії, на північному заході округу Порту.
Повуа-де-Варзін межує на півночі з муніципалітетом Ешпозенде, на північному сході — з муніципалітетом Барселуш, на сході — з муніципалітетом Віла-Нова-де-Фамалікан, на півдні — з муніципалітетом Віла-ду-Конде. На заході омивається водами Атлантичного океану.

## Історія
1308 року португальський король Дініш надав Повуа форал, яким визнав за поселенням статус містечка та муніципальні самоврядні права.

## Населення
| Кількість мешканців | Кількість мешканців | Кількість мешканців | Кількість мешканців | Кількість мешканців | Кількість мешканців | Кількість мешканців | Кількість мешканців | Кількість мешканців | Кількість мешканців | Кількість мешканців | Кількість мешканців | Кількість мешканців | Кількість мешканців | Кількість мешканців | Кількість мешканців |
| ------------------- | ------------------- | ------------------- | ------------------- | ------------------- | ------------------- | ------------------- | ------------------- | ------------------- | ------------------- | ------------------- | ------------------- | ------------------- | ------------------- | ------------------- | ------------------- |
| 1864                | 1878                | 1890                | 1900                | 1911                | 1920                | 1930                | 1940                | 1950                | 1960                | 1970                | 1981                | 1991                | 2001                | 2011                |                     |
| 18 704              | 20 578              | 23 372              | 24 527              | 25 083              | 25 929              | 28 780              | 31 693              | 37 938              | 40 444              | 42 698              | 54 248              | 54 788              | 63 470              | 63 408              |                     |